# Bitwa pod Verdun
Bitwa pod Verdun – jedna z największych bitew I wojny światowej, toczona od 21 lutego do grudnia 1916 roku w okolicy miejscowości Verdun we Francji. W zamierzeniu dowództwa niemieckiego walki te miały spowodować wykrwawienie się armii francuskiej; po serii ataków i kontrataków, w których obie strony poniosły duże straty (Cesarstwo Niemieckie – 338 tysięcy żołnierzy, Francja – 348 tysięcy) Verdun pozostało w rękach Francuzów; walki te przeszły do historii jako „piekło Verdun” lub „młyn verdeński”, ponieważ obie strony dziesiątkowały się wzajemnie, zaś niektóre z epizodów, np. obrona fortu de Vaux, stały się symbolem żołnierskiego męstwa.

## Geneza bitwy

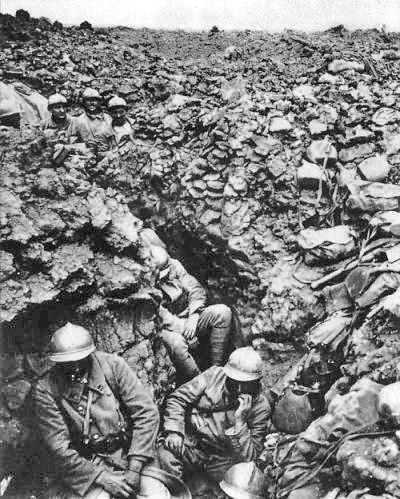
Żołnierze francuscy należący do 87. Pułku w okopach na wzgórzu 34 w pobliżu Verdun

Na początku 1916 roku przewagę w I wojnie światowej miały państwa centralne. Niemcy podbiły duże obszary terytoriów nieprzyjaciela. Serbia została opanowana, Bułgaria przyłączyła się do wojny po stronie Austro-Węgier, co powetowało częściowo odstępstwo Włoch, dzięki czemu  Trójprzymierze zdobyło hegemonię na Bałkanach. Państwa centralne posiadały przewagę liczebną, materialną i w morale, jednakże brakowało im jednolitego dowództwa.
4 grudnia 1915 na zjeździe w Calais doszło do rozmów angielsko-francuskich. Ustalono wówczas plan działań. Dwa dni później w Chantilly odbył się pierwszy zjazd Międzynarodowej Rady Wojennej pod przewodnictwem gen. Joffre'a. Celem zjazdu było uzgodnienie ofensywy w roku 1916. Podczas obrad ustalono, iż do zwycięstwa może doprowadzić jednoczesne rozpoczęcie ofensywy na froncie rosyjskim, francuskim i włoskim. Rosjanie deklarowali jednak swoją gotowość dopiero na połowę 1916 roku. Podczas drugiego zjazdu w Chantilly, który miał miejsce 14 lutego 1916 ustalono, iż operacja francusko-angielska rozpocznie się 1 lipca nad Sommą.
Niemcy, po sukcesach na froncie wschodnim, postanowili uderzyć na Zachód. Plan bitwy pod Verdun przedstawił w tzw. „Memoriale Bożonarodzeniowym” z 1915 roku szef Sztabu Generalnego, gen. Erich von Falkenhayn. Według niego − by wygrać wojnę − Niemcy powinny pokonać Wielką Brytanię. Generał zamierzał dokonać tego z jednej strony poprzez nieograniczoną wojnę podwodną, a z drugiej – eliminując siły lądowe głównego brytyjskiego sojusznika, Francji. Armia francuska miała zostać „wykrwawiona” w bitwie toczonej o ważne dla Francuzów cele, zarówno pod względem strategicznym, jak i psychologicznym. Falkenhayn jako cel ataku wybrał Verdun, twierdzę określaną jako „serce Francji”.
Verdun było trudne do zdobycia, jednak w przypadku sukcesu wojska niemieckie zrobiłyby wyłom w linii frontu między armiami francuską a Brytyjskim Korpusem Ekspedycyjnym. Zwycięstwo pod Verdun gwarantowało także zabezpieczenie dla Niemiec Metzu i Lotaryngii. Verdun było celem już na początku wojny, jednak niemieckie natarcie zostało powstrzymane we wrześniu 1914 roku nad Marną oraz w maju 1915 roku pod Artois. Teraz zdobycie Verdun miało być pierwszym krokiem w marszu na Paryż. Falkenhayn szacował stosunek strat niemieckich do francuskich na 2 do 5, skutkiem czego Francuzi, po wyczerpaniu rezerw, musieliby wycofać się z wojny, co udział Brytyjczyków w walkach na kontynencie uczyniłoby bezprzedmiotowym.
Ponadto Verdun było jedynym wysuniętym punktem, który można było zaatakować jednocześnie od wschodu i północy. Moza, która przepływa przez miasto, dzieliła je na dwie odrębne twierdze, co stanowiło utrudnienie dla obrońców. Niemcy ponadto dysponowali licznymi połączeniami kolejowymi, dzięki którym mogli dowozić zaopatrzenie i uzupełniać uzbrojenie.

## Przygotowania

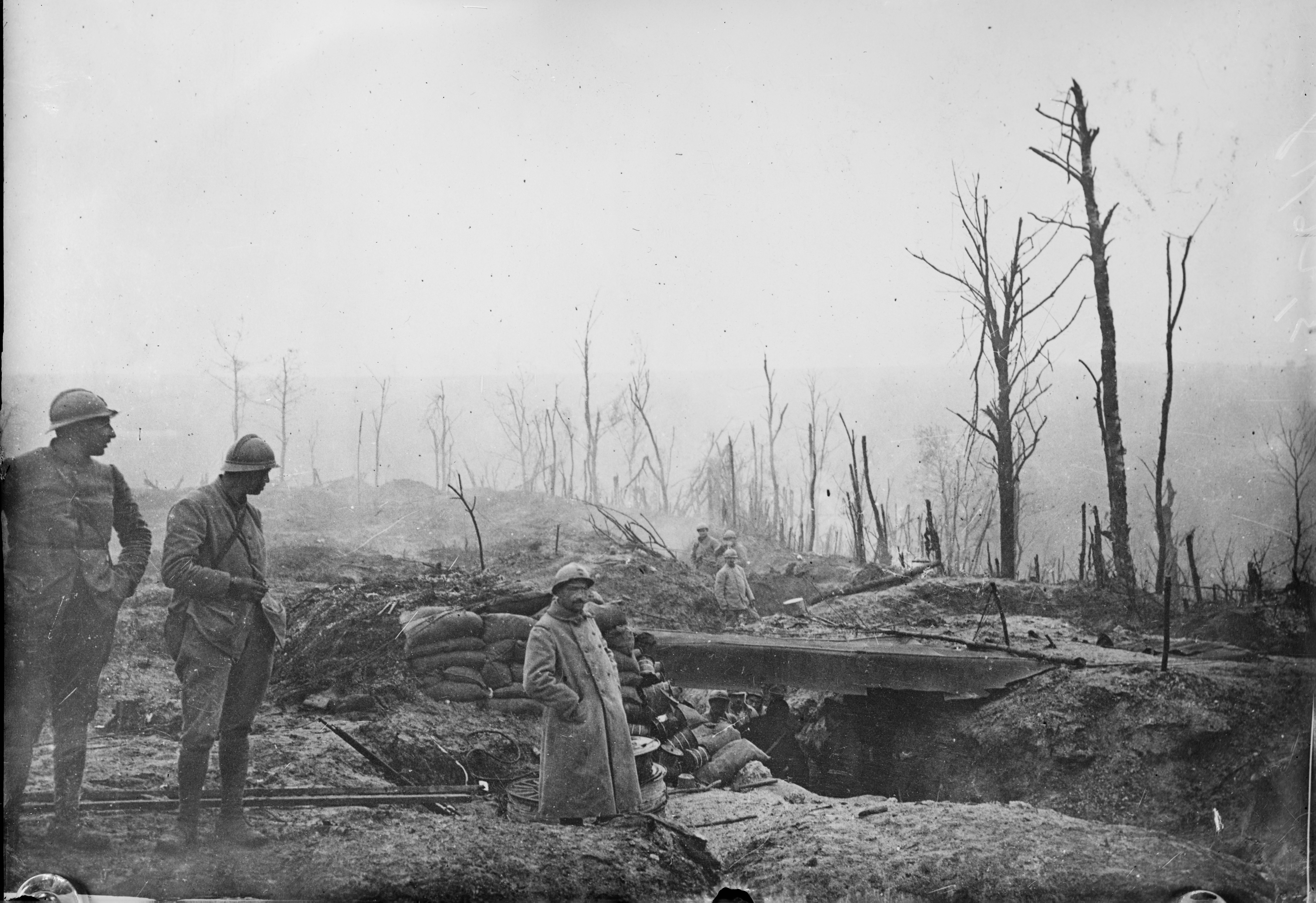
Żołnierze francuscy w okopach w północno-wschodniej Francji

Twierdza Verdun nie była wystarczająco przygotowana do walki. Choć jej fortyfikacje rozbudowano stosunkowo niedawno (w latach osiemdziesiątych XIX wieku), wymagały jednak modernizacji i wzmocnienia, bowiem na początku wojny zabrano z niej część artylerii, którą dowództwo francuskie zamierzało wykorzystać na bardziej zagrożonych odcinkach frontu. Od czasu walk we wrześniu 1914 roku, kiedy to Niemcy próbowali po raz pierwszy bez powodzenia zająć twierdzę, odcinek Verdun należał do spokojniejszych. Siły francuskie były tu nieliczne (jeden korpus, z tego 3 dywizje w pierwszej linii), a naczelne dowództwo nie spodziewało się ataku niemieckiego właśnie w tym miejscu. 

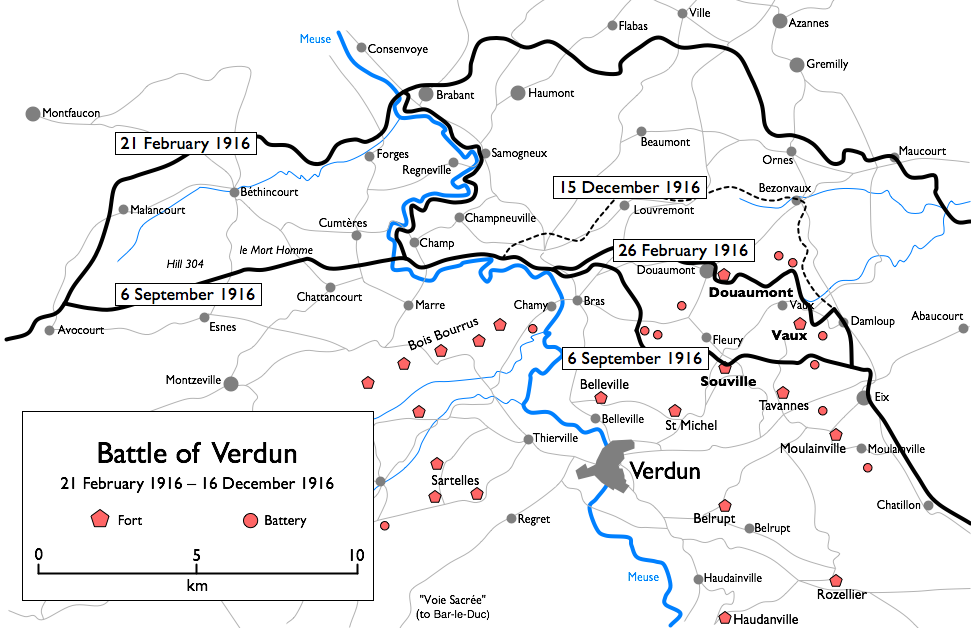
Fortyfikacje i baterie artyleryjskie wokół Verdun

Informacje wywiadu i apele dowódcy Rejonu Ufortyfikowanego Verdun o wzmocnienie tego odcinka obrony nie wzbudzały niepokoju francuskiego wodza naczelnego, gen. Josepha Joffre'a. Dopiero tuż przed atakiem wzmożono przygotowania do odparcia przeciwnika.
Falkenhayn zamierzał uderzyć na prawym brzegu Mozy. Natarcie piechoty poprzedzić miał zmasowany ostrzał artyleryjski. Planowano też zastosować tzw. oddziały szturmowe (Sturmtruppen), przygotowane specjalnie do działań zaczepnych. Zadanie zdobycia twierdzy powierzono V Armii (6 korpusów, 1225 dział) pod dowództwem następcy tronu, księcia Wilhelma Hohenzollerna; w pierwszym rzucie miały atakować trzy korpusy (6 dywizji). Początek operacji zaplanowano na 12 lutego, ale zła pogoda wymusiła przesunięcie terminu.

## Przebieg bitwy

### I faza: 21 lutego – 4 marca

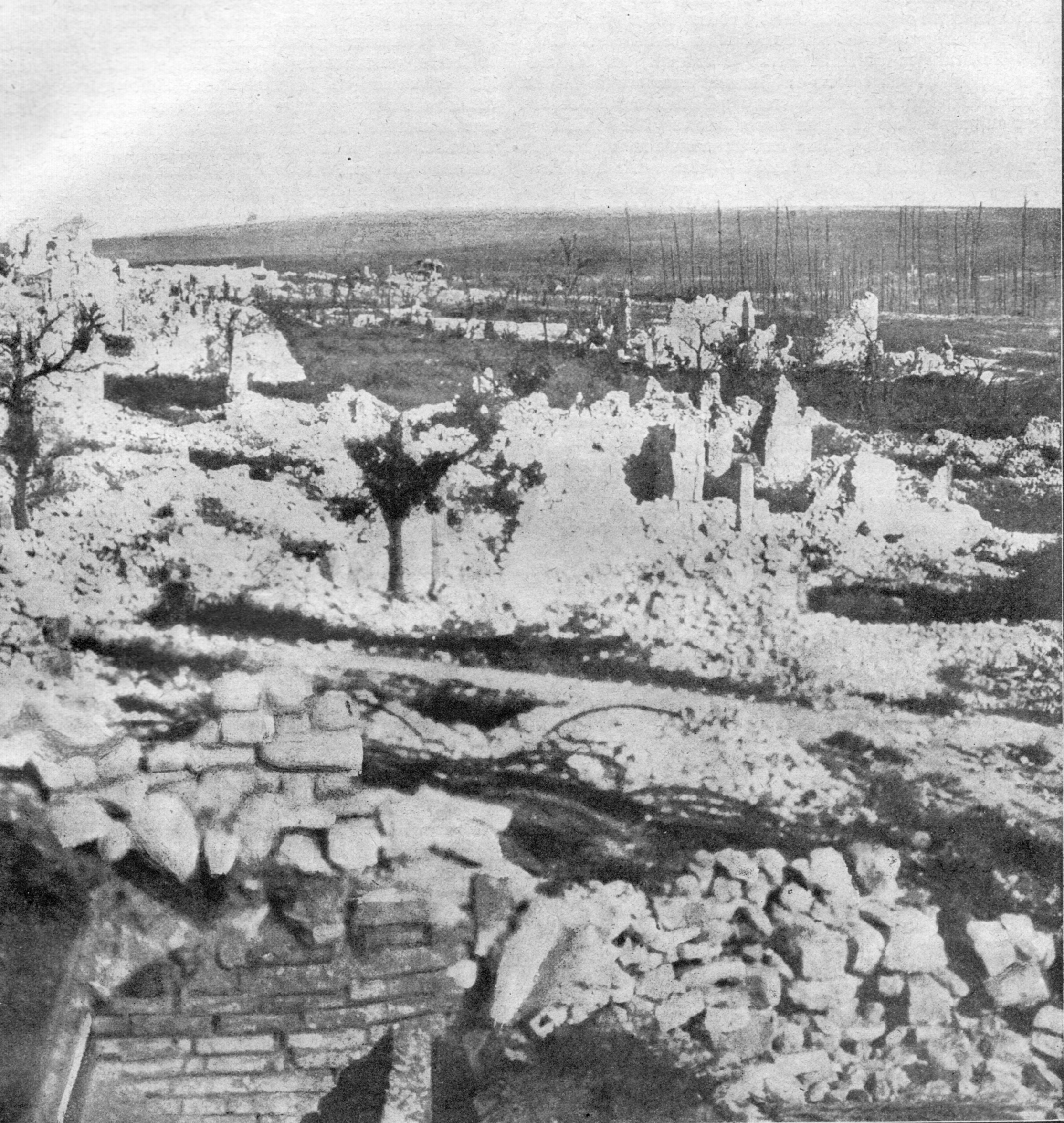
Ruiny miasteczka Haucourt po zajęciu przez wojska niemieckie

Nawała artyleryjska rozpoczęła się 21 lutego o godzinie 7.00 i trwała dziewięć godzin. O 16.00 Niemcy rozpoczęli szturm na 6-kilometrowym odcinku Haumont-Caures-Herbebois. Zdobyli obszar lasu wokół Haumont i francuskie okopy pod Caures i Herbebois. 22 lutego wojska niemieckie uderzyły na wioskę Haumont, którą zdobyli około godziny 17. Wyrównane walki toczyły się w lasach pod Caures i Herbebois. W końcu Francuzi wycofali się w kierunku Beaumont. Niemcy w nocy z 22 na 23 lutego zajęli Brabant, a w dzień Wavrille. Zagrożeni Francuzi wycofali się także z Herbebois. Atak odparła natomiast załoga Samogneux. Do wieczora Francuzi wycofali się na front Samogneux-d'Anglemont-Beaumont. 24 lutego Niemcy zdobyli drugą linię francuską, jednak nie bez strat − nacierające jednostki niemieckie zostały zdziesiątkowane przez francuską artylerię. Ogień francuski powstrzymał także natarcie z Samogneux ku wzgórzom Talou. Przy znacznych stratach własnych Niemcy wycofali się do lasu pod Beaumont i Fauses. Wkrótce jednak siły niemieckie (wspierane nawałą pocisków 280 mm, 305 mm i gazów bojowych) zdobyły te miejscowości. Ponadto Niemcy opanowali Orne, las Chaume, las Caurrieres i rozpoczęli natarcie na twierdzę Douaumont.
Francuzi ponieśli ciężkie straty, jednak Niemcy nie wykorzystali swej przewagi oraz zamieszania, które zapanowało po stronie francuskiej w pierwszych dniach operacji. 25 lutego opanowali przez zaskoczenie Fort Douaumont, jednak Francuzi ściągali już posiłki i dokonywali reorganizacji sił. Generał Joffre zagroził sądem wojennym każdemu dowódcy, który się wycofa. Tego samego dnia na czele II Armii, walczącej w okolicach Verdun, stanął gen. Henri Philippe Pétain. Nowy dowódca wydał 26 lutego pierwsze zarządzenia i podjął energiczne działania w celu ustabilizowania i wzmocnienia obrony. Front pod Verdun podzielił na cztery odcinki bojowe, kazał dozbroić wszystkie forty i zacząć budować mosty do przeprawy przez Mozę. Wkrótce doprowadził do usprawnienia transportu ludzi i materiałów „Drogą Świętą”, zastosował nowy system rotacji oddziałów walczących na pierwszej linii (tzw. kierat), wreszcie wprowadził skuteczny system wykorzystania artylerii. Kierat umożliwił lepsze wykorzystanie odwodów – oddziały walczyły przez kilka do kilkunastu dni na pierwszej linii, następnie były wycofywane i zastępowane przez świeże jednostki. 
Od tego momentu walki toczyły się wokół twierdzy Douaumont. W dniach 2-3 marca ruiny fortecy przechodziły z rąk do rąk. Natarcie niemieckie zostało powstrzymane na wszystkich odcinkach, jednak Francuzi zostali zmuszeni do wycofania się ze wzgórz Talou. 
Pierwszy etap bitwy – natarcie na prawym brzegu Mozy – zakończył się 4 marca (kilka dni wcześniej do niemieckiej niewoli dostał się ciężko ranny kapitan Charles de Gaulle).

### II faza: 6 – 22 marca
Następne natarcie miało przebiegać po obu brzegach rzeki – wcześniejsze działania niemieckie były narażone na skuteczny ogień artylerii francuskiej prowadzony z lewego brzegu Mozy. Niemcy rozpoczęli działania 6 marca od szturmu na wzgórza 304 i Morthomme na lewym brzegu, a na prawym rozpoczęły się boje o fort de Vaux.
Walki nabrały odtąd cech bitwy na wyczerpanie. W dniach 6-7 marca Niemcy zajęli wzgórza Oie i las Cumieres na lewym brzegu Mozy. W ciężkich starciach w dniach 10-14 marca siły niemieckie zdobyły wzgórze 265. 20 marca zajęły las pod Avocourt, lecz podczas szturmu na wzgórze 304 zostały rozbite przez ogień francuski. Klęska ta oznaczała koniec natarcia niemieckiego na lewym brzegu Mozy podczas drugiej fazy bitwy.
Tymczasem na prawym brzegu Mozy, między 8 a 10 marca toczyły się walki o wzgórze Poivere. Niemcy zdobyli jedynie wzniesienie pod Hardaumont, ale na innych odcinkach ponieśli klęskę. 12 marca armia niemiecka przypuściła jeszcze kilka ataków na linii Douaumont-Vaux, lecz bez powodzenia.
W drugiej fazie bitwy siły francuskie straciły 55 tysięcy żołnierzy (zabitych i wziętych do niewoli), a 50 tysięcy odniosło rany. Po drugiej stronie zginęło 60 tysięcy żołnierzy, a drugie tyle odniosło obrażenia.

### III faza: 22 marca – koniec kwietnia
W dniach 22-28 marca nastąpiła przerwa w walce. 29 marca walki zostały wznowione na lewym brzegu Mozy i tego dnia Francuzi odzyskali skraj lasu Avocourt. W dniach 30 marca – 8 kwietnia siły niemieckie wyparły obrońców z Malancourt, Haucourt, Bethincourt. Po tym Francuzi cofnęli się pod wzgórze 304.
31 marca, na prawym brzegu rzeki, Niemcy opanowali  całą wioskę Vaux. Jednak 3 kwietnia Francuzi kontratakowali i wyparli wrogów do fortu Douaumont. 9 i 10 kwietnia miało miejsce intensywne natarcie po obu stronach rzeki. Na lewym brzegu agresorzy ruszyli spod Avcourt, a na prawym brzegu spod Poivre. Wojsko niemieckie zdołało jedynie opanować Morthomme, później zostało rozbite na obu odcinkach. Trwające do końca kwietnia walki nie przyniosły jednak armii Kronprinza znaczących sukcesów.

### IV faza: maj – czerwiec
Po stronie francuskiej narastał wówczas spór między Pétainem a Joffre'em, wynikający z niechęci obrońcy Verdun do działań ofensywnych, których z kolei domagał się wódz naczelny, oraz z dążenia Joffre'a do skupienia rezerw na bliskiej ofensywie nad Sommą, czemu stał na przeszkodzie preferowany przez Pétaina system „kieratu”. Kontrowersje te doprowadziły do zmian kadrowych: Pétain stanął na czele Grupy Armii Centrum, a 2 Armię przejął gen. Robert Nivelle. Nowy dowódca pod Verdun był nastawiony ofensywnie i zamierzał przejąć inicjatywę z wykorzystaniem innowacji taktycznych.
Kolejny etap walk z maja i czerwca przybrał charakter boju na wyczerpanie. W dniach 4-7 maja Niemcy uderzyli na wzgórze 304. Jednocześnie pomiędzy 5 a 10 maja Francuzi posuwali się naprzód do Cailletre. 22 maja, po 11-minutowym ataku, Gen. Charles Mangin odbił na krótko fort Douamont (wcześniej, 8 maja, fort zniszczyła eksplozja, w której zginęło prawie 700 Niemców), jednak cała operacja zakończyła się już kolejnego dnia niepowodzeniem. W tym czasie na lewym brzegu Mozy trwały walki o wzgórze 304 i Morthomme. 22 maja oba przyczółki zostały zdobyte, a 24 maja Niemcy zajęli Cumieres. Na innych odcinkach zostali jednak odparci. Zginęło wówczas 15 tys. żołnierzy.
W drugiej połowie maja Nivelle podjął zapowiadaną ofensywę. Wkrótce Niemcy podjęli przeciwnatarcie i zdołali otoczyć fort de Vaux. Po trzech miesiącach walk zdobyli go 7 czerwca. Załoga fortu pod dowództwem majora Raynala skapitulowała dopiero po wyczerpaniu zapasów i braku szans na odsiecz. Książę Wilhelm osobiście wyraził swoje uznanie bohaterskiemu dowódcy fortyfikacji Vaux.
W dniach 8-24 czerwca trwało niemieckie natarcie w kierunku Souville. Krwawe walki rozstrzygnęły się na korzyść Niemców dopiero po 16 dniach. Po drodze siły niemieckie zabezpieczyły Thiaumont, Fleury i tereny wokół fortu Souville. 25 czerwca Francuzi rozpoczęli kontratak i 30, po pięciu dniach walk, odbili Thiaumont.
Działania niemieckie straciły impet tym bardziej, że pogarszała się ogólna sytuacja państw centralnych. Na wschodzie trwała od czerwca ofensywa Brusiłowa, grożąc załamaniem Austro-Węgier, a na zachodzie Brytyjczycy i Francuzi rozpoczęli 1 lipca ofensywę nad Sommą. Dla niemieckiego dowództwa naczelnego konieczne stało się przerzucanie coraz większych sił na zagrożone odcinki. Mimo to jeszcze w czerwcu Kronprinz nakazał zaatakować Fort Souville, jednak bez powodzenia. Niemcy dotarli do fortu i mogli dostrzec stamtąd miasto Verdun, ale Francuzi szybko ich wyparli. Uporczywe walki toczyły się potem o miasta Thiaumont i Fleury, które wielokrotnie przechodziły z rąk do rąk.

### V faza: lipiec-wrzesień

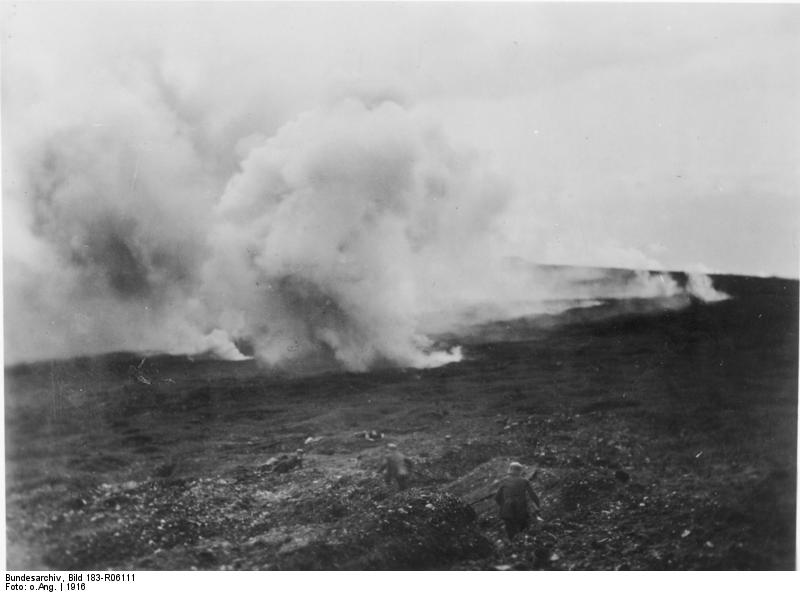
Atak gazowy podczas walk pod Verdun. Na dole widać dwóch niemieckich żołnierzy w okopach, 1916 r.

Walki nad Sommą nie przerwały bojów pod Verdun. W lipcu gen. Nivelle prowadził akcje zaczepne na linii Thiaumont-Fleury-Souville. Miejscowości te na przemian zajmowane były przez walczące wojska. Ostatecznie do końca sierpnia Francuzi odbili Fleury.
Kronprinz już wcześniej opowiadał się za wstrzymaniem daremnych ataków, jednak gen. Falkenhayn zaczął się przychylać do tej opinii dopiero w sierpniu. Nieudana operacja pod Verdun wzmocniła krytyków Falkenhayna i doprowadziła ostatecznie do jego dymisji ze stanowiska szefa Sztabu Generalnego (29 sierpnia 1916). Nowe niemieckie dowództwo naczelne z feldmarszałkiem Hindenburgiem i gen. Ludendorffem na czele zadecydowało o przejściu do defensywy na froncie zachodnim. Hindenburg już 2 września nakazał ostateczne wstrzymanie działań zaczepnych pod Verdun. Dwa dni później znów doszło do katastrofy – eksplodował francuski skład amunicji w tunelu Tavannes, co kosztowało życie kilkuset żołnierzy francuskich.

### VI faza: październik-grudzień
Inicjatywę przejęli Francuzi, zmierzający teraz do odzyskania straconych wcześniej terenów. Natarcia przeprowadzone w trzech ostatnich miesiącach 1916 r. okazały się skuteczne. 24 października o godz. 11:40 ruszyło francuskie natarcie od lasu Haudromont do Laufee, w wyniku czego o 16:00 tego dnia odzyskano fort Douaumont, a 2 listopada fort Vaux. W tym okresie Francuzi pojmali 5 tys. jeńców niemieckich.
W grudniu Francuzi zbliżyli się do swoich pozycji z początku bitwy z dnia 25 lutego (okolice Ornes). Po natarciu w dniach 15-18 grudnia odzyskali Louvemount, Bezonvaux, Poivre oraz Wzgórze 378.

## Taktyka
Ogromne znaczenie w bitwie pod Verdun miała artyleria. Od początku bitwy do 15 czerwca wojsko francuskie zużyło 11 mln pocisków 75 mm, 1,2 mln pocisków od 80 mm do 105 mm i 2,6 mln pocisków większych kalibrów. Łącznie w 116 dni Francuzi wystrzelili 15 mln pocisków.
Na polu bitwy Francuzi dysponowali działami 75 mm, 90 mm, 105 mm, 120 mm, 150 mm, 155 mm. Artyleria francuska spełniała głównie funkcje obronne. Podstawą działań był ogień zapobiegawczy, który wykonywała artyleria polowa i stromotorowa. Dezorganizował on większość natarć wroga. Artyleria polowa oraz ciężka stosowała także ogień zaporowy. Jego zadaniem było złamanie ataku Niemców jeszcze w czasie walk w okopach. Obrona Francuzów w dużej mierze zależała od artyleryjskiej sprawności ogniowej.
Niemieckie działania zaczepne charakteryzowały się zaskoczeniem i zastosowaniem potężnych środków artyleryjskich. W walce udział wzięło 500 niemieckich dział małego kalibru i 1500 wielkiego kalibru. Nigdy dotąd nie użyto podobnej ilości artylerii. Siły niemieckie nie używały piechoty bez uprzedniego przygotowania artyleryjskiego, podczas którego stosowano zmasowany ogień oraz ostrzeliwanie strefami.

## Skutki

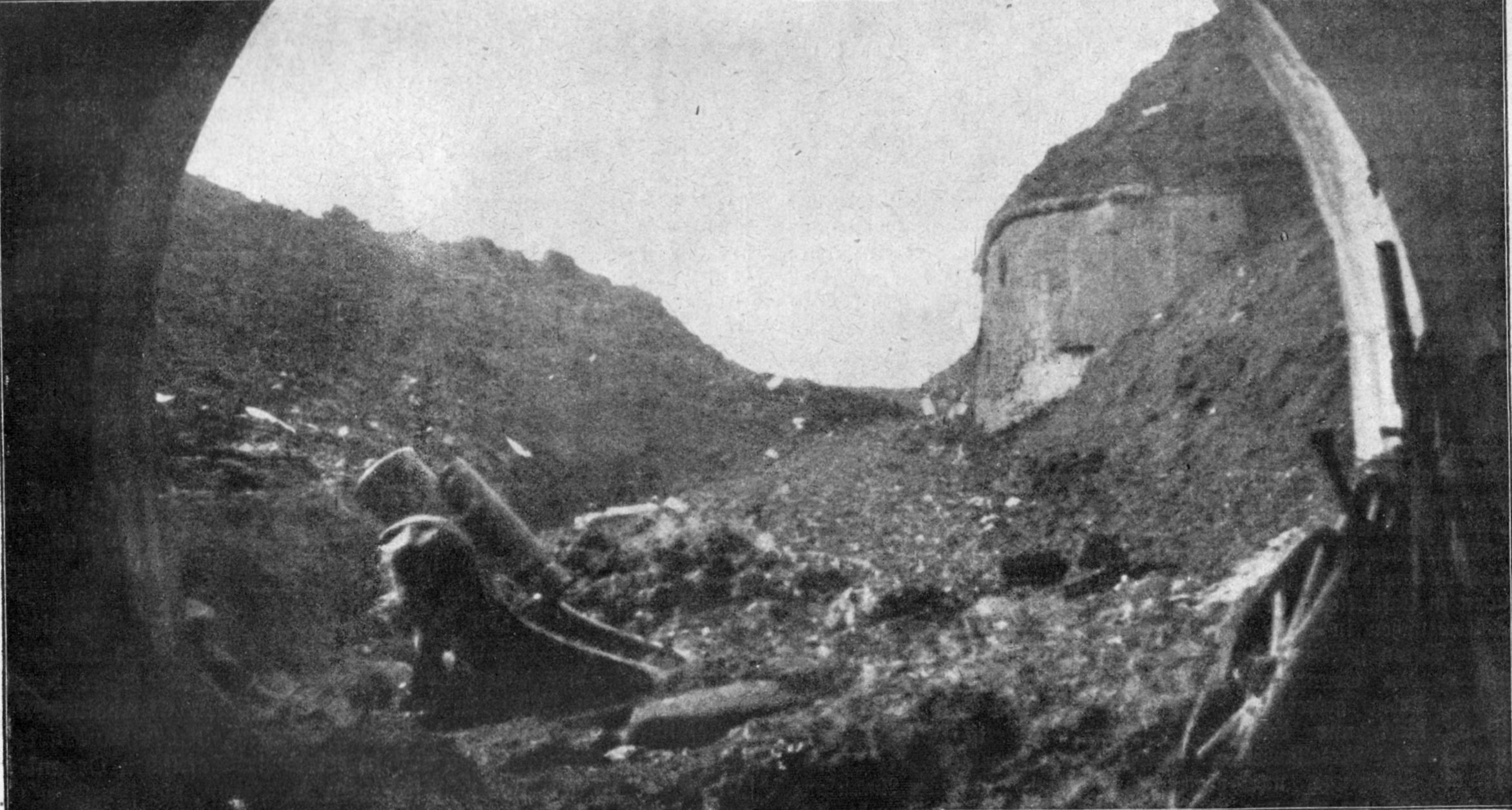
Wejście do zniszczonego Fortu Douaumont po zajęciu przez żołnierzy niemieckich w 1916 r.

Trwająca prawie rok bitwa nie przyniosła Niemcom ani znaczących sukcesów terytorialnych, ani przełamania, ani też nie doprowadziła do załamania armii francuskiej. Ogólne straty (zabici, ranni, zaginieni, wzięci do niewoli) wyniosły: po stronie niemieckiej – 337 tysięcy, po stronie francuskiej – 362 tysiące  żołnierzy (według innych szacunków razem nawet 800 tysięcy ludzi). Obie strony zużyły łącznie około 36 milionów pocisków artyleryjskich. „Bitwa materiałowa” i „strategia na wyczerpanie” okazały się nieskuteczne, nie przyniosły bowiem oczekiwanego rozstrzygnięcia wojny. Okolice Verdun zostały zupełnie zdewastowane. Morale obu armii zostało poważnie nadszarpnięte; z jednej strony walki o Verdun stały się symbolem bohaterstwa i poświęcenia, z drugiej jednak określenia takie jak „piekło Verdun” wyrażały absurd wojny. Francuzi dowiedli wprawdzie swojej siły obronnej, z drugiej jednak strony, ze względu na wyczerpanie, stracili zdolność do ofensywy – co okazało się wiosną 1917 r., kiedy armią francuską wstrząsnęła fala protestów przeciw kolejnym nieskutecznym atakom. Niemcy już wcześniej zrezygnowali z działań ofensywnych na froncie zachodnim – Hindenburg i Ludendorff postanowili szukać rozstrzygnięcia poprzez nieograniczoną wojnę podwodną i wyeliminowanie z wojny Rosji.
Walki w okolicach Verdun toczyły się jeszcze w następnym roku, kiedy to do sierpnia Francuzi zdołali odbić większość utraconego wcześniej obszaru. W końcowym etapie wojny (wrzesień 1918 r.) z występu Verdun ruszyła amerykańsko-francuska ofensywa.

## Pamięć

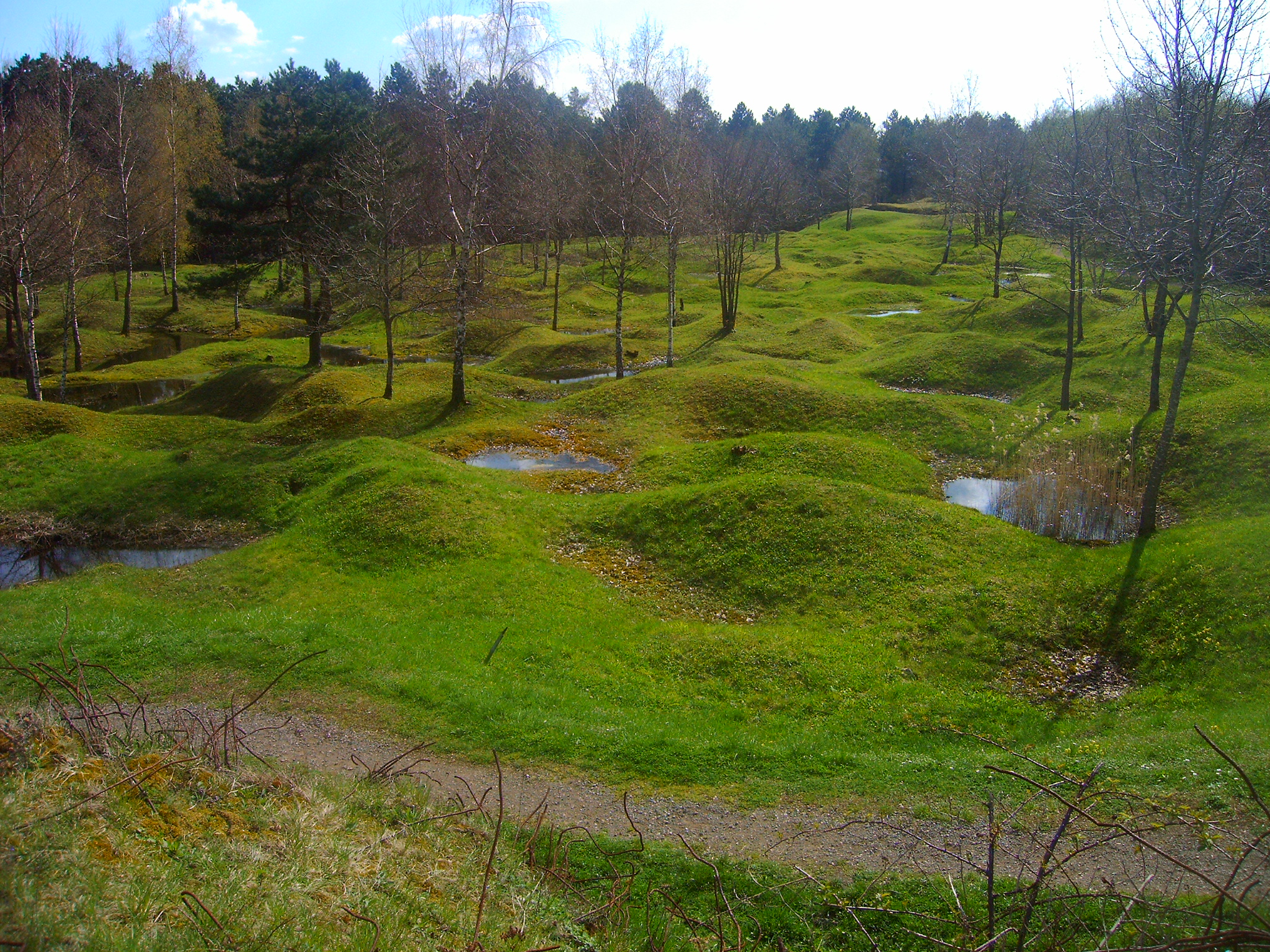
Pole bitwy pod Verdun współcześnie

Po wojnie powstały liczne pomniki i mauzolea poświęcone żołnierzom obydwu walczących pod Verdun armii, jak Kostnica Douaumont, wieża zawierająca szczątki niezidentyfikowanych żołnierzy francuskich i niemieckich, czy „Okop bagnetów”. Spod Verdun pochodziło też ciało złożone we francuskim Grobie Nieznanego Żołnierza pod paryskim Łukiem Triumfalnym.
Józef Piłsudski przyjechał do Verdun 6 lutego 1921 i udekorował miasto Krzyżem Virtuti Militari, wygłaszając przy tej okazji następujące przemówienie (pisownia oryginalna):
Miasto to stało się symbolem i przedmiotem podziwu wszystkich, którzy wiązali swe nadzieje ze zwycięstwem sztandaru francuskiego. Dobre wojsko nie może istnieć bez ożywionego dobrym duchem obywatelskim społeczeństwa, którego ideały znowuż nie mogą być urzeczywistnione bez dobrego wojska. I dlatego składając hołd bohaterskiemu wysiłkowi żołnierzy, świadomych obowiązku i dzielnych obywateli, nadaję w imieniu Rzeczypospolitej Polskiej miastu Verdun krzyż „Virtuti Militari”.
Z białą legendą bitwy wiążą się liczne przykłady odwagi żołnierzy francuskich, poświęcających życie i zdrowie w obronie ojczyzny. Do symbolu Verdun należy również postać gen. (potem marszałka) Pétaina, uznanego za wcielenie siły oporu Francji wobec obcej agresji. Do języka potocznego przeszły zdania: On les aura! (z rozkazu Pétaina z dnia 10 kwietnia 1916 r.; „dostaniemy ich jeszcze”, „damy sobie z nimi radę”), Ils ne passeront pas! („nie przejdą”).
Z Verdun kojarzone są również inne, bardziej negatywne zjawiska. Bitwa ta symbolizowała ogromną ofiarę krwi narodu francuskiego. Zarazem jednak owa świadomość przyczyniła się do osłabienia zdolności Francji, aby stawić czoło wyzwaniom, jakie przynieść miało dwudziestolecie międzywojenne. Także sława bohatera Verdun legitymizowała Pétaina jako przywódcę kolaboracyjnych władz francuskich w czasie II wojny światowej. Po stronie niemieckiej mit Verdun kultywowali naziści, którzy uznali walczących tam żołnierzy „frontowców” za  wzór nowego człowieka, bezgranicznie oddanego wodzowi i partii. Owa nowa mentalność, której efektem były zbrodnie popełnione w czasie następnej wojny, zrodziła się wraz ze zniszczeniem tradycyjnych wartości, jakie dokonywało się w ogniu walk pod Verdun.
Niezdobytą w 1916 r. twierdzę Verdun Niemcy zajęli dopiero podczas II wojny światowej, w trakcie kampanii francuskiej, dnia 15 czerwca 1940 r. Miało to dla nich symboliczne znaczenie – gen. Franz Halder napisał wtedy w swoim Dzienniku: „...dzień o historycznym znaczeniu. Verdun – widownia bohaterskich zaciętych walk w czasie (I) wojny światowej – jest w naszych rękach.”

## Kultura
W 2019 szwedzka grupa muzyczna Sabaton opublikowała piosenkę pt. „Fields of Verdun” opowiadająca o bitwie.